# 電子式無段變速自排系統
電子式無段變速自排系統（英語：Electro Continuously Variable Transmission，縮寫：ECVT）乃1990年代由日本富士重工業與荷蘭VDT公司（荷蘭語：Van Doorne's Transmissie B.V.）共同開發的無段自動變速器，官方名稱為電子控制電磁離合式無段變速器（日语：電子制御電磁クラッチ式無段変速機）。而豐田普銳斯所搭載的無段變速系統（Electronically-controlled Continuously Variable Transmission）亦縮寫為E-CVT或者ECVT，容易與電子式無段變速自排系統混淆。

## 運作原理
其變速原理是以發動機控制器控制迴路壓力，改變輸入軸和輸出軸的帶輪槽寬度，進而改變帶輪的有效直徑。此時傳達的速度比隨之變化，造成變速換檔。當初VDT公司由於皮帶滑差的問題，耐用度及動力損耗等皆受到影響，無段自動變速器並未廣為車廠所採用。後來富士重工業取得專利權後，以鋼帶成功地取代傳統皮帶，大幅提高動力承受度與耐用性，並應用在1987年的車款Justy上，稱作「TB40型」。這種新式的變速系統吸引日產汽車及義大利飛雅特等車廠的注意，陸續搭載於旗下的小型車車款。

## 優缺點
其重要特徵為電磁離合器的勵磁線圈（英語：exciting coil）在出力側置換，從而改善散熱性、提升輕量化。其次，起步離合器和無段自動變速器的控制元件各自獨立，增加了產品的可靠性。第三是採用常規的同步功能，以獲得緊湊的配置方式。因此電子式無段變速自排系統的行駛狀況和速克達相同，踩下油門汽車才前進，不踩油門則自動排入空檔。這種情況和一般自排車不同，一般自排車排入D檔卻不踩油門時，會自動往前蠕行。正因為前述的特點，電子式無段變速自排系統稍弱的加速性為一般駕駛人所詬病。除此之外，在氣候潮溼的地方，電磁離合器內的鐵粉日久容易受潮結塊，造成故障率頗高，所以作為最大賣點卻反而成為最大弱點。

## 開發歷程
- 1984年：2月2日富士重工業於東京京王廣場大飯店召開公開記者會[1]。
- 1987年：開始搭載於Justy、Rex等車款。
- 1990年：搭載於Sambar等車款。
- 1992年：搭載於Vivio，同時供應給第二代日產March 1.3L車型（日產稱之為N-CVT）。
- 1994年：搭載於Domingo商用車。

## 相關參見
- 速霸陸汽車
- 無段自動變速器

## 外部連結
- （日語）日本の自動車技術240選 - ECVT（スバルジャスティ搭載） （页面存档备份，存于）